# Preuve scientifique
Une preuve scientifique est une preuve servant à soutenir ou à infirmer une théorie ou une hypothèse en science. Une preuve devrait être empirique et son interprétation respecter la méthode scientifique. Les critères pour accepter une preuve varient selon le domaine scientifique, mais la force d’une preuve scientifique est généralement basée sur les résultats de l’analyse statistique et de la qualité des témoins (contrôles).
On réserve le mot « preuve » aux sciences exactes fondamentales (mathématique, physique théorique, chimie théorique, etc.). En sciences expérimentales les professionnels utilisent le plus souvent l'expression de évidence scientifique et si cette dernière est conclusive, on parle alors d'évidence au-delà de tout doute raisonnable (EADDTDR).

## Principe d’inférence
Les hypothèses ou les croyances d’une personne sur le lien possible entre les observations et une hypothèse l’influence sur sa décision de prendre les observations comme preuves. Ces hypothèses ou croyances influencent également la façon dont une personne utilise les observations comme preuves. Par exemple, on voit l’absence apparente de mouvement de la Terre comme preuve d’une cosmologie géocentrique. Cependant, après la présentation de preuves suffisantes en faveur de l’héliocentrisme et que l’on ait expliqué la raison du manque apparent de mouvement, la théorie géocentrique devient fortement exclue comme preuve.
Lorsque des êtres rationnels ont des convictions différentes, ils peuvent arriver à des conclusions incompatibles à partir des mêmes preuves scientifiques. Par exemple, Joseph Priestley, travaillant avec la théorie du phlogistique, a expliqué ses observations sur la décomposition de l’oxyde de mercure à l’aide d’une substance appelée « phlogiston ». En revanche, Antoine Lavoisier, favorise l’hypothèse d’une chaleur latente, et il interprète les mêmes observations par la combustion de l’oxygène. Il n’existe donc pas de relation causale entre les observations et l’hypothèse pour que l’observation soit considérée comme une preuve. La relation causale provient de la personne qui cherche à établir comme preuve les observations.
Une méthode plus formelle pour caractériser l’effet des croyances de base est l’inférence bayésienne. Dans l’inférence bayésienne, les croyances sont exprimées sous forme de pourcentages du niveau de confiance. On établit la probabilité à priori, puis on actualise cette probabilité en utilisant la formule du théorème de Bayes à la suite de l’observation des preuves. Conséquemment, deux scientifiques indépendants du même évènement arrivent, en toute rationalité, à des conclusions incompatibles si leurs observations antérieures pertinentes diffèrent. Cependant, s’ils sont autorisés à communiquer entre eux, ils peuvent s’entendre, en établissant un ensemble de connaissances communes selon le théorème (en) de Robert Aumann. En 2016, le US Defense Advanced Research Projects Agency (DARPA) a commencé un essai contrôlé intense et pluriannuel sur la reproductibilité qui confirme cet effet.
L’importance des croyances de base dans l’interprétation des observations constituant des preuves peut être illustrée à l’aide d’un raisonnement déductif, comme les syllogismes. Si l’une ou l’autre des propositions est fausse, on ne peut pas conclure.

## Utilité de la preuve scientifique
Des philosophes, comme Karl Popper, ont conçu des méthodologies scientifiques influentes dans lesquelles la preuve scientifique joue un rôle central. En résumé, selon Popper, un scientifique développe de manière créative une théorie falsifiable en la testant contre des preuves, des observations ou des faits connus. La théorie de Popper présente une asymétrie, peu importe le nombre d’observations valides, on ne peut pas prouver une théorie parce qu’une observation, non encore faite, pourrait la réfuter.

## Perspectives scientifiques et philosophiques
La communauté philosophique a étudié les exigences que doit satisfaire une preuve en examinant sa relation avec l’hypothèse scientifique. Cela diffère des approches de type scientifique qui se concentrent sur les faits candidats et leurs contextes. Par exemple, dans son approche scientifique, Bechtel (en) utilise des facteurs telles la clarté des données, la reproductibilité par d’autres, la cohérence avec les résultats obtenus par des méthodes alternatives et avec les théories possibles. Ces facteurs aident à évaluer la validité des observations.
Les philosophes utilisent diverses approches pour aider à décider si une observation peut être considérée comme une preuve. Nombre d’entre elles se concentrent sur la relation entre les preuves et l’hypothèse. Carnap recommande de distinguer ces approches en trois catégories :
1. Classificatoires : si les preuves confirment l’hypothèse ;
2. Comparatives : si les preuves soutiennent davantage une première hypothèse qu’une hypothèse alternative ;
3. Quantitatives : le degré de soutien d’une hypothèse[11].

Achinstein fournit une présentation concise sur les grandes catégories de preuves déterminées par les philosophes, y compris Carl Hempel (Confirmation), Nelson Goodman (de réputation), R. B. Braithwaite, Norwood Russell Hanson, Wesley C. Salmon, Clark Glymour et Rudolf Carnap.
Sur la base de l’hypothèse philosophique de la thèse de Church, on conjecture un critère mathématique pour l’évaluation des preuves. Le critère, similaire à celui du rasoir d’Ockham, favorise l’interprétation complète et la plus simple des preuves comme la meilleure.
Le programme du cours Understanding Science 101 enseigné à l’université de Californie à Berkeley affirme que « Tester les hypothèses et les théories est au cœur du processus scientifique ». Les scientifiques et les philosophes voient généralement cette croyance philosophique des « tests d’hypothèses » comme le propre de la science. Mais cette hypothèse ne prend pas en compte tous les objectifs ou activités des scientifiques. Lorsque Geiger et Marsden étudiaient la dispersion des particules alpha passant à travers une mince feuille d’or par exemple, les données obtenues ont permis à leur conseiller scientifique, Ernest Rutherford, de calculer très précisément la masse et la taille d’un noyau atomique pour la première fois. Aucune hypothèse n’était requise. Une vision plus générale de la science, véhiculée par le physicien Lawrence M. Krauss, affirme que le scientifique étudie les processus, les interactions et mesure les propriétés physiques.

## Concept de preuve scientifique
On utilise souvent l’expression « preuve scientifique » dans les médias populaires, bien que de nombreux scientifiques fassent valoir que cela n’existe pas. Par exemple, Karl Popper a écrit : 
« Dans les sciences empiriques, qui seules peuvent fournir des informations sur le monde dans lequel nous vivons, les preuves n’existent pas, si nous entendons par “preuve” un fait qui établit une fois pour toutes la vérité d’une théorie,,. »

Albert Einstein ajoute :
« Le théoricien scientifique n’est pas à envier. Car la nature, ou plus précisément l’expérimentation juge de manière implacable et peu amicale son travail. Elle ne dit jamais « oui » à une théorie. Dans les cas les plus favorables, elle répond « Peut-être » et généralement simplement « Non ». Si une expérience s’accorde avec une théorie, cela signifie, pour cette dernière, « Peut-être », et, si elle la contredit, cela devient un « Non ». Probablement que chaque théorie connaitra un jour son « non » et, le plus souvent, peu de temps après leur conception,. »